# 第一次西里西亚战争
1740至1742年，普魯士王國与奧地利大公國爆发第一次西里西亚战争（德語：Erster Schlesischer Krieg），最后普鲁士王国取胜，从奥地利大公国割占大部分西里西亞地区（今波兰西南部）。西里西亚、摩拉維亞和波希米亚是两国交手的主战场，是奧地利王位繼承戰爭的重要戰區。弗里德里希大王统治的普鲁士和玛丽亚·特蕾西娅领导的奥地利在18世纪中期共发生三次西里西亞戰爭，均以普鲁士控制西里西亚告终。
此次战争没有直接的导火索，普鲁士以数百年前王朝拥有部分西里西亚充当战争借口，现实政治和地缘战略因素也是战争爆发的重要原因。玛丽亚·特蕾西娅继承哈布斯堡君主國统治权引发争议，为普鲁士增强实力对抗萨克森和巴伐利亚等竞争对手创造条件。
1740年末，普鲁士挥军入侵哈布斯堡西里西亚引发战争，普鲁士最后赢得胜利，双方於1742年签署《柏林條約》，承认普鲁士占有大部分西里西亚和部分波希米亚。奧地利王位繼承戰爭还在继续，短短两年后，西里西亚的冲突将两国再度拖进战争。第一次西里西亚战争以哈布斯堡君主国出人意料地败给日耳曼小国告终，奥地利和普鲁士从此走上对抗道路，改变此后一个多世纪的日耳曼政治走向。

## 背景
18世纪初，统治勃兰登堡－普鲁士的霍亨索伦王朝宣称对哈布斯堡王朝西里西亞众多公国拥有主权，西里西亚人口稠密、经济繁荣，与普鲁士位于勃蘭登堡侯國的核心领土接壤。西里西亚为王国统治提供丰富的税收、工业产出（特别是矿业）和兵源，而且战略位置非常重要。奧得河上游河谷在勃兰登堡侯国、波希米亞王國与摩拉维亚侯国间形成天然军事通道，占领当地就能威胁邻国。西里西亚还是神圣罗马帝国的东北边界，控制这里就能限制波兰立陶宛联邦与俄罗斯帝国对日耳曼地区的影响。

### 勃兰登堡－普鲁士的领土主张

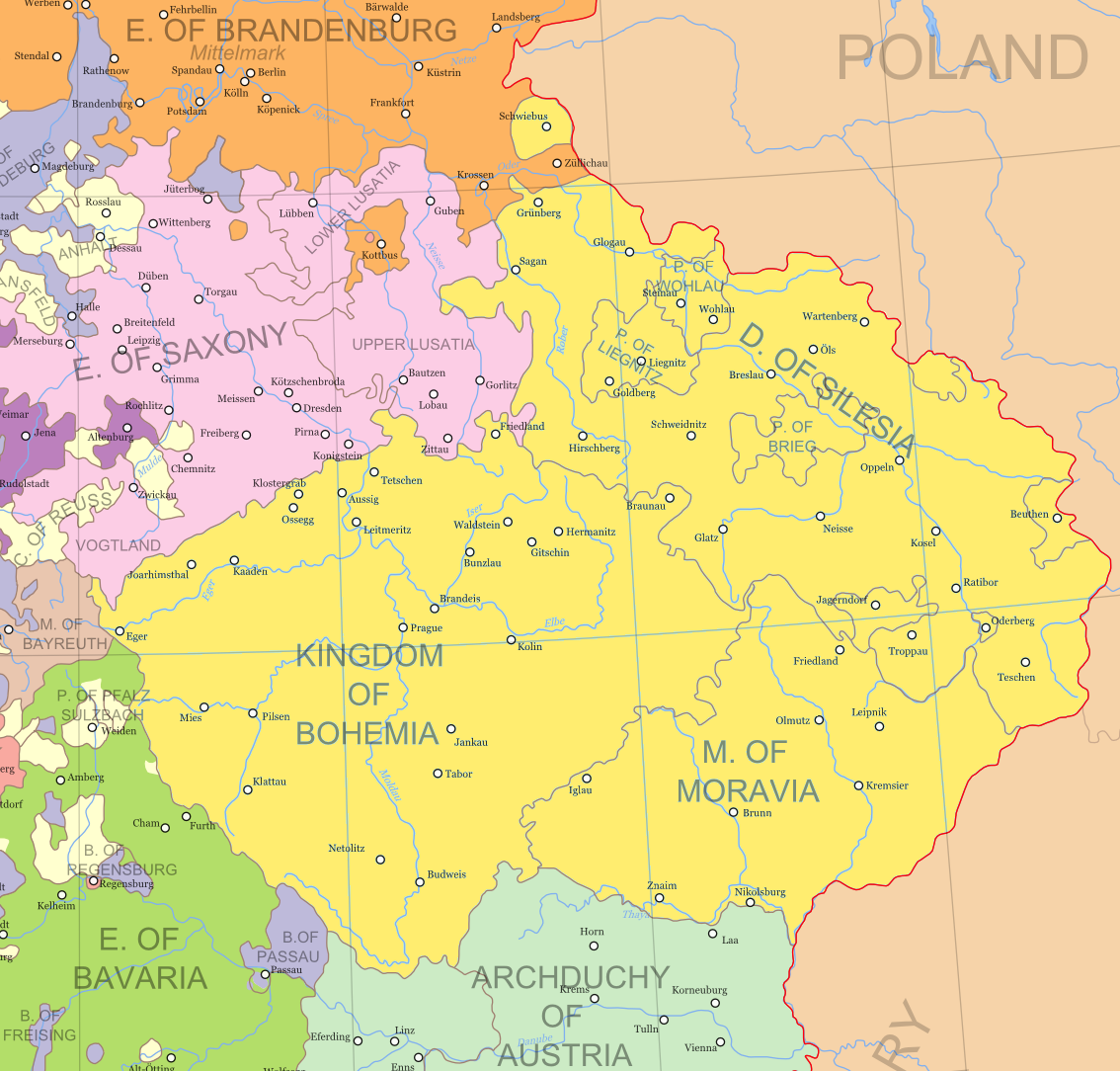
哈布斯堡王朝统治的波希米亚王冠领地，直到1742年大部分西里西亞割让给勃兰登堡－普鲁士

1537年，皮亚斯特王朝的西里西亚公爵弗里德里克二世·莱格尼察与霍亨索伦王朝的勃兰登堡选侯約阿希姆二世·赫克托尔签署条约，承诺如果西里西亚的皮亚斯特王朝灭亡，莱格尼察公国、沃武夫与布熱格公國就划归勃兰登堡侯国的霍亨索伦王朝。不过，哈布斯堡王朝的波希米亚国王费迪南德一世（西里西亚封建领主）不接受上述条约，向霍亨索伦王朝施压要求废除，但条约仍是勃兰登堡－普鲁士领土主张的重要理由。1603年，勃兰登堡选侯约阿希姆·弗里德里希从堂叔祖勃兰登堡-安斯巴赫边疆伯爵格奥尔格·弗里德里希一世名下继承西里西亚雅格恩多夫公国，任命次子约翰·格奥尔格任公爵。
1618年波希米亚起义后三十年戰爭爆发，约翰·格奥尔格联合波希米亚各等级反抗信仰天主教的神聖羅馬皇帝费迪南德二世统治。1621年天主教势力赢得白山战役后，费迪南德二世吞并雅格恩多夫公国，约翰·格奥尔格去世后也拒绝把公国归还公爵继承人，但勃兰登堡的霍亨索伦王朝仍然自称雅格恩多夫公国合法政权。1675年，“大选侯”弗里德里希·威廉宣称，利格尼茨公爵格奥尔格·威廉去世后，莱格尼察、沃武夫与布热格公国应划归勃兰登堡侯国，但哈布斯堡王朝的皇帝没有理睬，土地归皇帝所有。
1685年，奧地利大公國投身大土耳其战争，皇帝利奥波德一世将西里西亚飛地施威布斯控制权送给“大选侯”弗里德里希·威廉，换取对方放弃霍亨索伦王朝对西里西亚的领土主张，同时提供军事援助对抗土耳其人。“大选侯”之子勃兰登堡选侯弗里德里希三世即位后，利奥波德一世在1694年重新占领施威布斯，声称这片领土只是送给“大选侯”，弗里德里希·威廉去世后就能收回，弗里德里希三世还是親王时曾私下同意利奥波德一世收回施威布斯，以此偿还欠下利奥波德一世的部分债务，但即位后他拒绝上述约定，重申霍亨索伦王朝对雅格恩多夫公国领土和西里西亚皮亚斯特王朝遗产的主张。

### 奥地利领地继承权战争

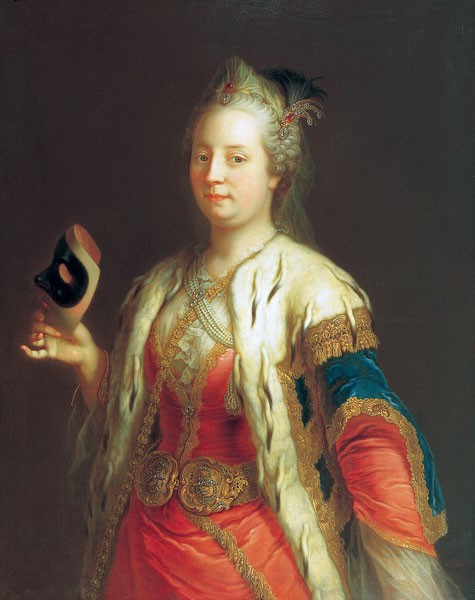
马丁·范·梅滕斯约1744年左右创作的奥地利女大公玛丽亚·特蕾西娅像

父祖两代人过后，霍亨索伦王朝的普鲁士国王弗里德里希二世在1740年5月即位，不久就计划对西里西亚出手。弗里德里希二世认为霍亨索伦王朝的主张合理，他从父亲手中继承的普鲁士陆军规模庞大、训练有素，王室财富充足。奥地利陷入财政危机，军队在1737至1739年奥土战争的表现不佳，而且一直没有强化或改革。欧洲战略形势有利于主动进攻奥地利：英国和法国忙于詹金斯的耳朵戰爭，瑞典准备和俄罗斯开战。巴伐利亚与萨克森的选侯对奥地利也有领土主张，很可能加入攻势。霍亨索伦王朝的领土主张提供合法战争借口，但现实政治与地缘战略对战争爆发推动更大。
1740年10月，来自哈布斯堡的神圣罗马皇帝卡尔六世驾崩而且没有留下男性继承人，为勃兰登堡－普鲁士提出领土主张创造机遇。卡尔六世颁布的《1713年国事诏书》规定长女玛丽亚·特蕾西娅即位，他去世后，玛丽亚·特蕾西娅开始统治奥地利、波希米亞王冠領地，还有哈布斯堡君主國境内的匈牙利领土。卡尔六世在世时，各帝国政治体普遍认可《1713年国事诏书》，但他驾崩后普鲁士、巴伐利亚和萨克森马上提出异议。
弗里德里希二世把女人继承奥地利视为争夺西里西亚的好时机，在1740年写给伏爾泰的信中声称这是“旧政治制度彻底变革的信号”。他宣称西里西亚不是哈布斯堡王朝的世袭领土，而是封建帝国的私产，所以《1713年国事诏书》不适用。弗里德里希二世还称，父王弗里德里希·威廉一世曾以同意国事诏书为条件，换取奥地利承诺支持霍亨索伦王朝对莱茵兰于利希公国与布热格公国的领土主张，但一直没有落实。
巴伐利亚选侯卡尔·阿尔布雷希特和萨克森选侯弗里德里希·奥古斯特二世均与哈布斯堡王室资深支族、玛丽亚·特蕾西娅的堂姐结婚，利用裙带关系把他们对没有男继承人的哈布斯堡领土主张合理化。统治共主邦聯波兰地区的弗里德里希·奥古斯特二世对掌控西里西亚、将统治的两大领土连成一体特别感兴趣（连成一体后就能基本包围勃兰登堡），所以继承人争议为攻打奥地利创造机遇时，弗里德里希出于担忧没有采取行动。

### 走向战争

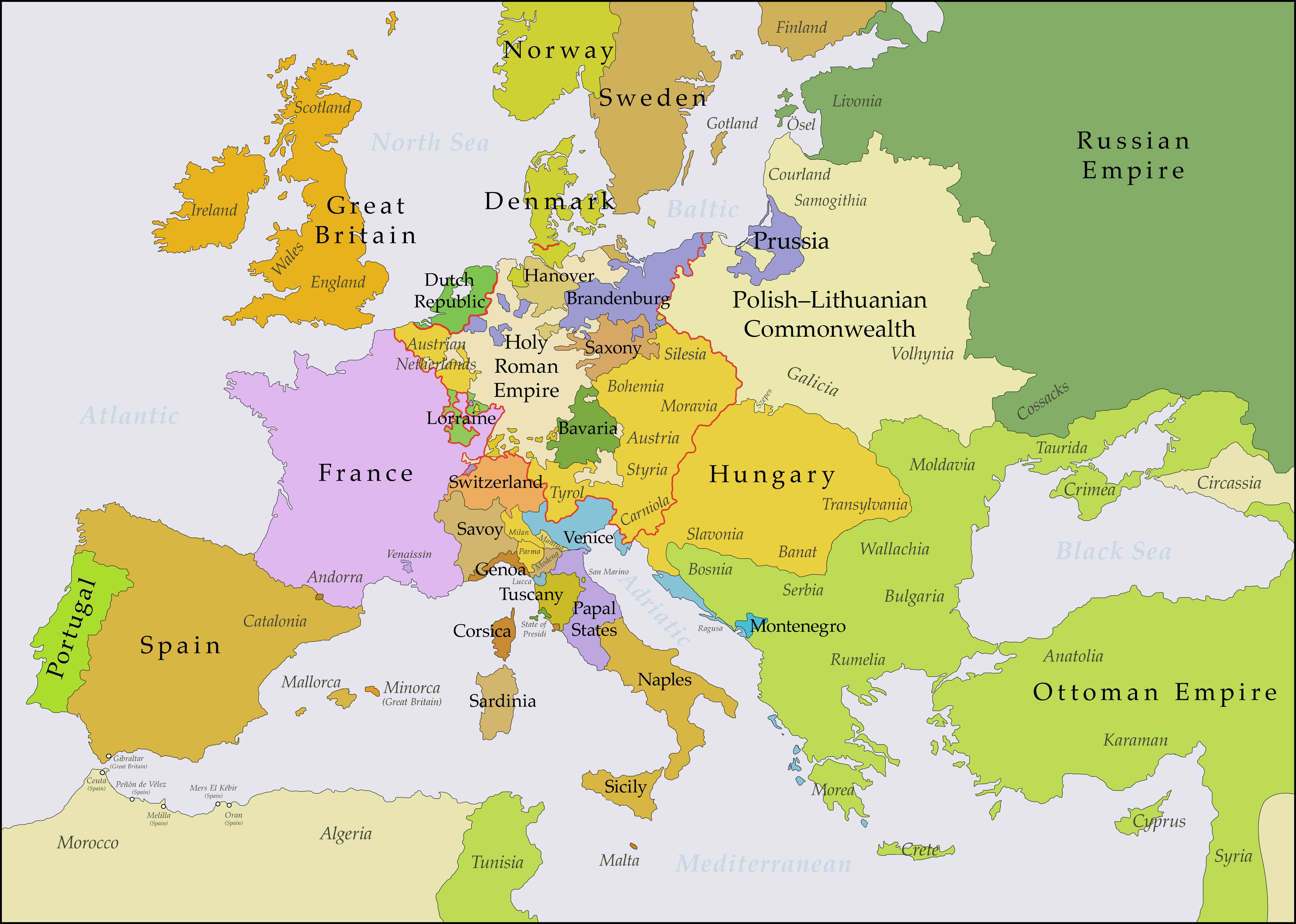
《1738年维也纳条约》签署后的欧洲，紫色代表勃兰登堡－普鲁士，金色代表哈布斯堡君主國

普鲁士重提对西里西亚的领土主张并厉马秣兵之际，欧洲其他强权不甘人后。巴伐利亚选侯卡尔·阿尔布雷希特要求继承帝位，并对哈布斯堡的波希米亚、上奥地利和蒂羅爾提出领土主张；萨克森选侯弗里德里希·奥古斯特二世对摩拉维亚和上西里西亞提出领土主张。西班牙王国和拿坡里王国都希望占领哈布斯堡拥有的意大利北部；法国是哈布斯堡的老对手，打算夺取奥属尼德兰。科隆选侯与普法尔茨选侯组成宁芬堡联盟，旨在削弱乃至摧毁哈布斯堡君主国及其在日耳曼各侯国的统治地位。
大不列颠（与汉诺威选侯国组成共主邦联）支持奥地利，薩丁尼亞王國与荷蘭共和國之后都站在奥地利一边；瑞典是法国的盟友，女皇伊莉莎白统治的俄罗斯帝国与瑞典开战，间接支持奥地利。玛丽亚·特蕾西娅在战争早期的首要目标是维护世袭帝位和领土，其次是为丈夫洛林公爵弗朗索瓦·埃蒂安当选神圣罗马皇帝争取支持，捍卫家族在日耳曼的传统优势地位。
10月20日卡尔六世驾崩，弗里德里希二世马上决定先下手为强，于11月8日下令动员普鲁士陆军，12月11日向玛丽亚·特蕾西娅发出最後通牒要求割让西里西亚。他承诺只要玛利亚·特蕾西亚同意就不会攻击哈布斯堡王朝，同时愿支付大笔赔偿金，承认《1713年国事诏书》，并在御选投票支持玛丽亚·特蕾西娅的丈夫。弗里德里希二世没有等待答复，直接率军攻入西里西亚。

### 作战和科技手段
欧洲近世战争大量采用火器与传统利器结合。18世纪欧洲陆军以配备滑膛燧发火枪和刺刀的步兵为主，骑兵通常携带军刀和手枪或卡宾枪；轻骑兵大多用于偵察、掩护和战术通信，重骑兵充当战术后备队或部署震慑攻击；滑膛大砲提供火力支援并在攻城戰发挥重要作用。这段时间的战略主要关注关键要塞，以便控制周围的地区和道路，所以武装冲突大多伴随旷日持久的围困战，决定战局的野战极少。不过，腓特烈二世对野战的重视程度远超同时代其他战略家。
西里西亚战争与18世纪欧洲绝大多数战争一样属于所谓的“内阁战争”，各国供养并出动纪律严明的正规军，为主权国家利益而战。侵占敌方领土后通常会定期征税和勒索，但与上个世纪相比，针对平民的大规模暴行极其罕见。军队规模太大，无法单靠觅食和掠夺维持旷日持久的战役需要，故而军事后勤成为决定战果的关键因素。军用物资集中存放并以辎重车队运输分配，但这些车队难以防范敌方突袭。军队在冬天基本无法作战，天气转冷后往往就要安营扎寨，等待回春再继续战斗。

## 战事历程

### 1740至1741年：西里西亚战役

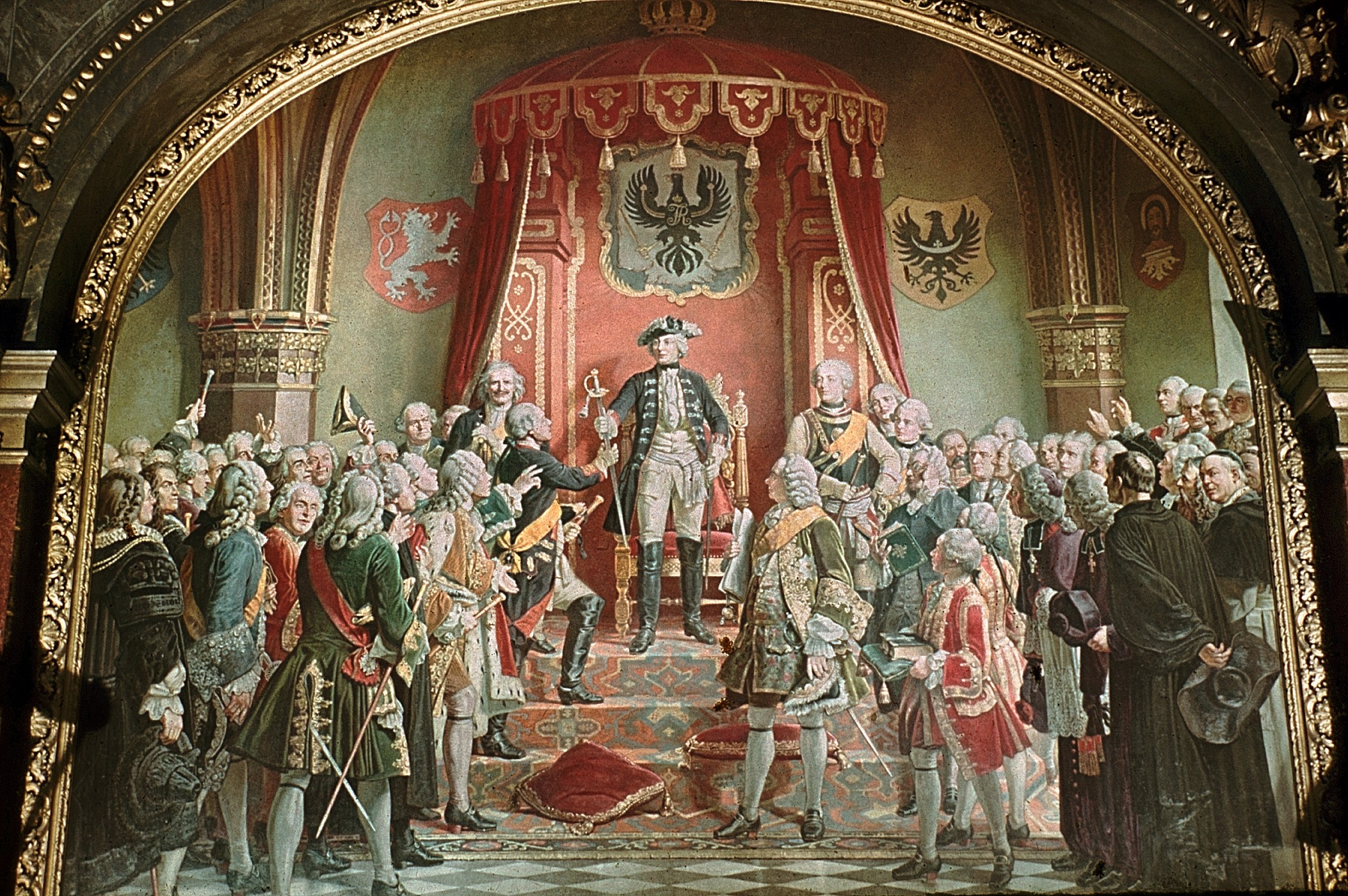
威廉·坎普豪森1882年的画作，描绘1741年西里西亚贵族代表向腓特烈大帝臣服

1740年12月初，普鲁士陆军沿奥得河岸悄悄集结，12月16日，弗里德里希二世不宣而战，挥军越过边境攻入西里西亚。普鲁士军队有两个军，共2.7万军人，西里西亚的奥地利守军仅八千。奥地利军队的抵抗薄弱而且缺少要塞，普军长驱直入，1741年1月2日就在毫无抵御之下攻占首府布雷斯劳。1月9日，奥劳的要塞同样放弃抵抗落入普军之手，随后用于部队过冬。1741年1月底，西里西亚全境基本落入普鲁士掌控，奥地利剩下的据点格洛高、布熱格和尼斯被围。
1741年初，普军离开过冬营地开始春季战役，安哈尔特-德绍侯爵利奥波德二世3月9日突袭占领格洛高。3月下旬，威廉·莱因哈德·冯·内珀格率领两万奥地利将士从摩拉维亚跨越蘇台德山脈，并在4月5日为尼斯解围，普军随即调动主力部队拦截。4月10日，两军在莫尔维茨附近交战，库尔特·冯·施威林陆军元帅率领普鲁士大军在莫爾維茨會戰阻止奥军继续推进。双方伤亡都很惨重，弗里德里希二世一度接受施威林的建议逃离战场以免被俘，但普军一直守住战线，后来宣称取胜。5月4日，布热格投降，普军主力部队随后几个月在尼斯附近扎营，与内珀格的奥地利将士对垒，但基本没有交手。

### 1741年中期谈判

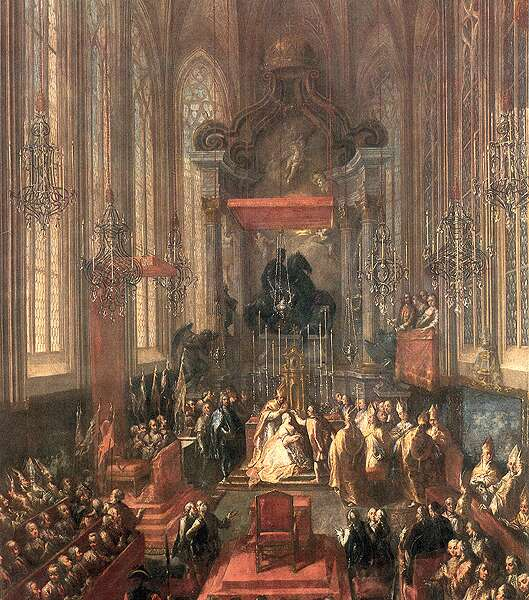
玛丽亚·特蕾西娅在普雷斯堡聖馬爾定主教座堂加冕匈牙利女王

奥地利的反击在莫尔维茨受阻，其他列强胆气大振，挥军进攻面临围困的大公国，原本的地域冲突扩大，后来发展成奥地利领地继承权战争。法国在《布雷斯劳条约》谈判期间于6月5日宣布支持普鲁士占领西里西亚，7月又加入《宁芬堡条约》，与西班牙一起承诺支持巴伐利亚对奥地利的领土主张。8月15日，法军开始跨越莱茵河，在多瑙河与巴伐利亚部队会合后朝維也納进军，配合西班牙－拿坡里部队进攻意大利北部的奥地利据点。曾是奥地利盟友的萨克森此时倒向法国，英国宣布中立，以防法国和普鲁士攻击汉诺威。
面临领土全面瓜分的玛丽亚·特蕾西娅此后几个月重整军队，准备反击。她从东部领土招募新军，并于6月25日在普雷斯堡加冕匈牙利女王，是为玛丽亚二世。同年八月她在低地国家向弗里德里希二世提出妥协，只要普鲁士撤出西里西亚就支付赔偿，但马上被拒。奥地利多面遇袭，法国与巴伐利亚联军9月14日占领林茨并经过上奥地利，十月已到维也纳附近，同时萨克森人入侵波希米亚。奥地利四面楚歌之际，弗里德里希二世开始在布雷斯劳与内珀格秘密和谈，同时继续公开支持宁芬堡联盟。
法国是普鲁士的盟友，但弗里德里希二世不希望法国或巴伐利亚在奥地利一败涂地后君临日耳曼。经过英国的敦促和调解，奥地利与普鲁士于10月9日秘密达成停戰協定，交战双方继续在西里西亚停留但中止敌对行动，奥地利需在年底前割让下西里西亚换取全面和平。内珀格统领的奥地利部队接下来撤离西里西亚抗击西线入侵，并在11月上旬经过伪装放弃尼斯，把西里西亚全境拱手让给普鲁士。

### 1741至1742年：波希米亚－摩拉维亚战役

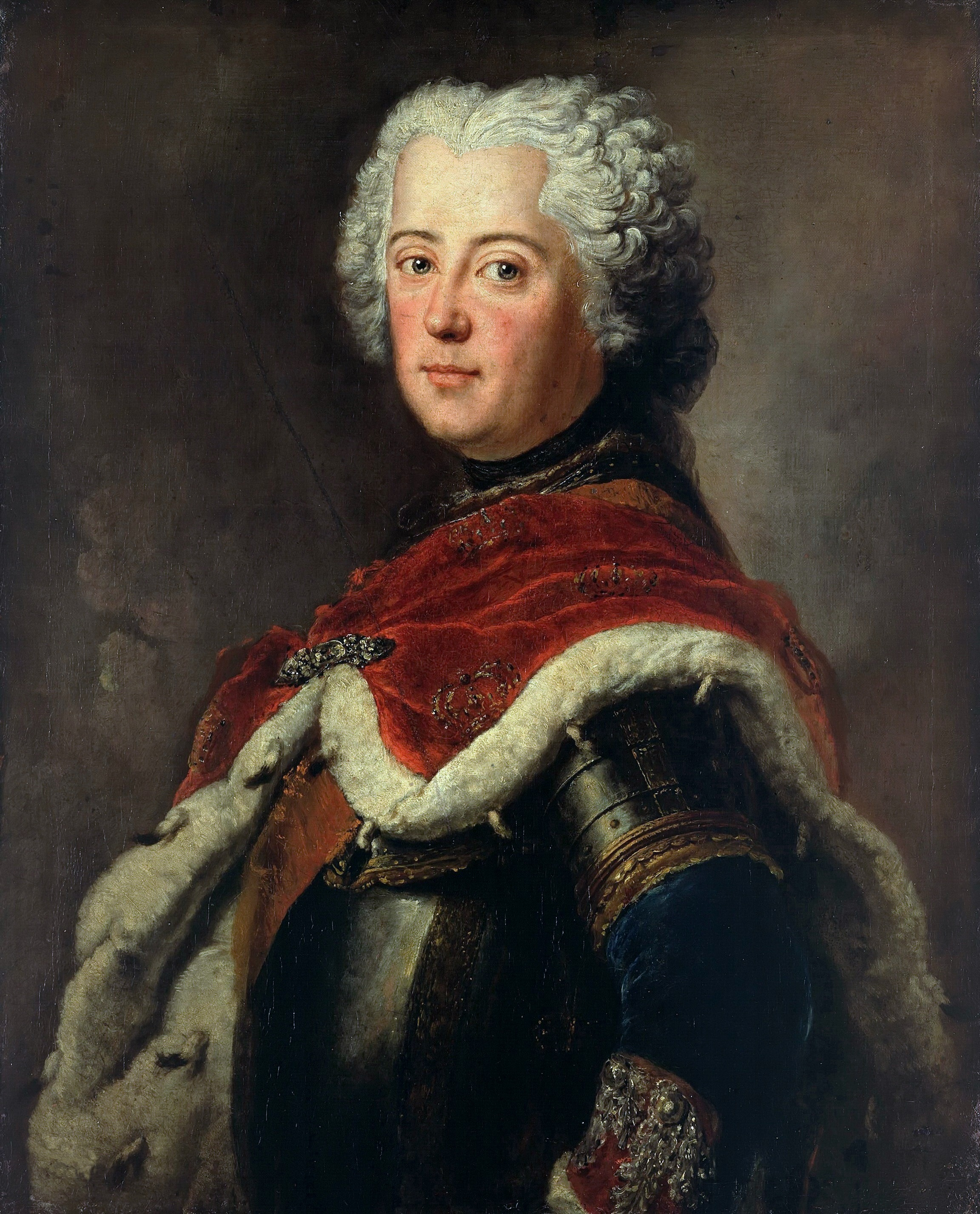
1739年还是普鲁士王太子的弗里德里希二世，安托万·佩内绘

十月中旬，巴伐利亚选侯卡尔·阿尔布雷希特与法国盟友在维也纳附近扎营准备围困，但又担心萨克森和普鲁士会占领部分波希米亚，对他在当地的领土主张不利。法国也决定暂不进攻维也纳，只想削弱而非摧毁奥地利。10月24日，两军挥师北上前往布拉格。巴伐利亚、法国和萨克森军队11月包围布拉格并在11月26日攻陷，卡尔·阿尔布雷希特12月7日自立波希米亚国王。11月上旬，弗里德里希二世与弗里德里希·奥古斯特二世谈判定下普鲁士西里西亚和萨克森摩拉维亚的边界，同时确保法国和巴伐利亚支持他占领西里西亚全境和波希米亚格拉茨伯国。
看着法国和巴伐利亚两大盟友占据领土，弗里德里希二世担心普鲁士会在最终的和平协议中边缘化，他拒绝10月9日的秘密停战协定，指控奥地利没有遵守保密要求，与盟友一起南下进入波希米亚和摩拉维亚。施威林的大军经苏台德山脉进入摩拉维亚，于12月27日占领首府奧爾穆茲，侯爵利奥波德二世围困波希米亚边缘的格拉茨要塞。1742年1月，法兰克福举办御选，巴伐利亚选侯卡尔·阿尔布雷希特当选国王，成为下任神圣罗马皇帝，是为卡尔七世。
1742年初，弗里德里希二世制订计划，与萨克森和法国联军经摩拉维亚逼近维也纳，部队2月5日在维施奥会师后出发。事实证明，法国对结盟并联合行动不大热心，2月15日占领伊格劳后就撤回波希米亚。普鲁士与萨克森联军朝摩拉维亚境内奥地利仅有的主要据点布魯恩推进，但因大批奥地利驻军抵抗和军需不足进展缓慢。3月30日，萨克森人放弃目标返回波希米亚，直到七月完全退出战争。摩拉维亚战役各方没有显著战果，普鲁士部队4月5日撤回波希米亚和上西里西亚。
三国联军攻势瓦解后，玛丽亚·特蕾西娅的小叔洛林的夏尔·亚历山大带领三万奥匈援军经摩拉维亚进军波希米亚，打算驱逐普军，解放布拉格。五月上旬，弗里德里希二世与侯爵利奥波德二世带领2.8万普军进入布拉格东南方向的易北河平原，阻止奥军继续推进。5月17日，卡尔七世的大军在查图西茨附近袭击侯爵利奥波德二世营地，引发查图西茨会战，双方伤亡惨重，普鲁士略占优势。夏尔親王战败数天后，奥地利军队又在5月24日的萨海之战失利，布拉格收复无望，奥地利短期内无法将侵略者赶出波希米亚。

### 《布雷斯劳条约》与《柏林条约》

《1742年柏林条约》签署后的奥地利西里西亚

查图西茨会战后，普鲁士努力争取与奥地利和谈，双方代表五月下旬在布雷斯劳会面。弗里德里希二世要求割让绝大部分西里西亚和格拉茨伯国，玛丽亚·特蕾西娅难以接受，但英方特使海德福德勋爵施压敦促她与普鲁士讲和，集中兵力对抗法国。英国此前为奥地利战事提供大量资金来削弱法国实力，海德福德勋爵威胁要是玛丽亚·特蕾西娅不向普鲁士割让西里西亚，英国就不再提供援助。6月11日，交战双方达成《布雷斯勞條約》，为第一次西里西亚战争划上句点。
根据条约，奥地利向普鲁士割让西里西亚绝大部分地区和波希米亚的格拉茨伯国，这些领土后来合并成普鲁士西里西亚省。奥地利保留波希米亚其他地区，西里西亚最南端的泰申公国，以及雅格恩多夫公国、特罗保公国和尼斯公国部分地区，这部分领土后来合并成奥地利西里西亚官地。普鲁士同意承担奥地利用西里西亚资产抵押的债务，承诺今后在奥地利领地继承权战争期间保持中立。1742年7月28日，上述内容经《1742年柏林条约》正式确立。

## 结果

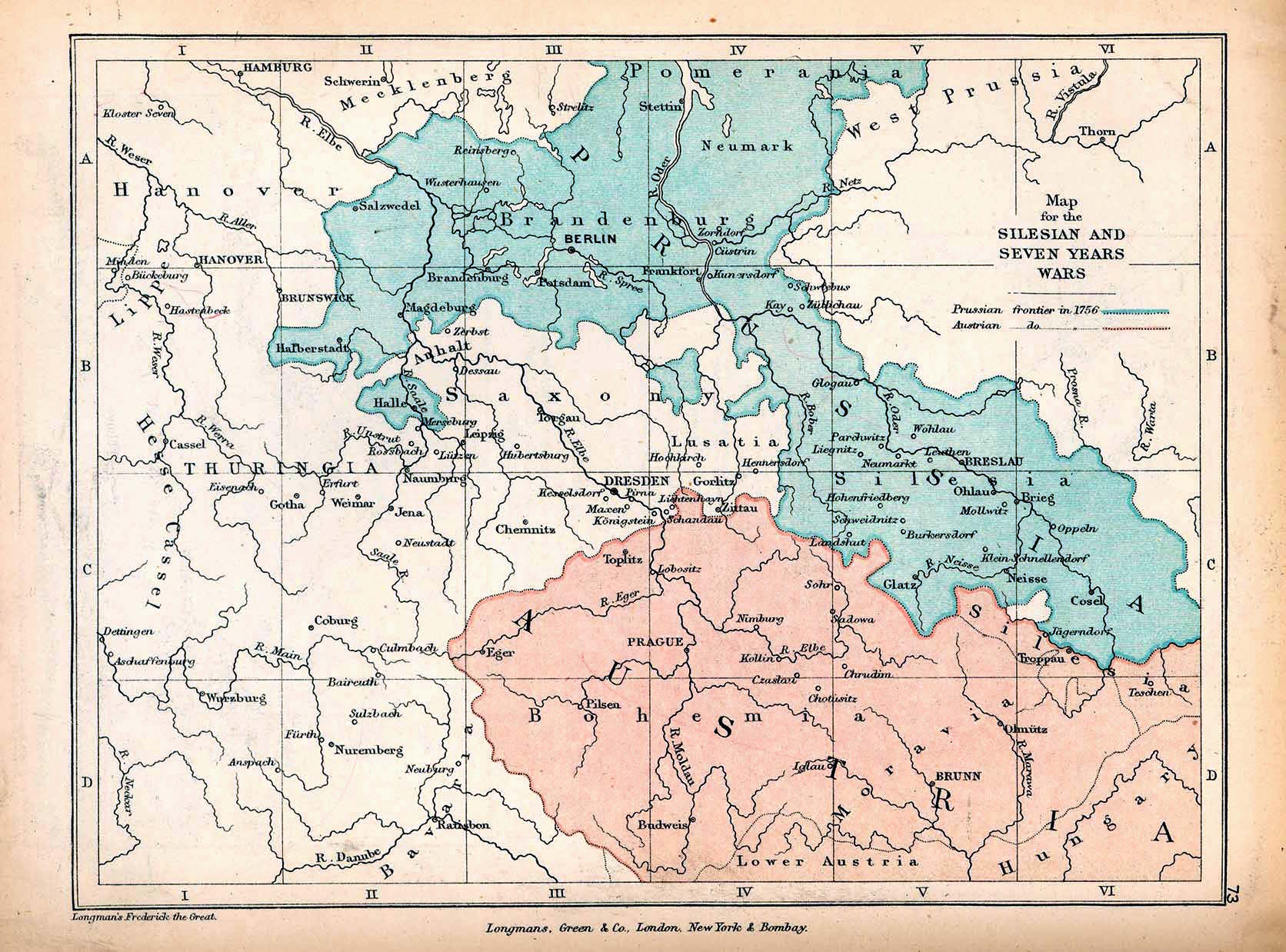
普鲁士经第一次西里西亚战争占领西里西亚后，欧洲中部勃兰登堡－普鲁士（蓝绿色）和哈布斯堡君主國（红色）的边境（1756年）

普鲁士赢得第一次西里西亚战争后领土扩大3.5万平方公里，臣民增加约一百万，国家资源和声望大幅提升。但是，弗里德里希二世在奥地利领地继承权战争如火如荼之际两次背弃宁芬堡联盟的盟友单独与奥地利和谈，结果以出尔反尔、两面三刀臭名远扬。普鲁士退出战场后，奥地利发起大规模反击，开始收复各方失地，外交局势走向利好。
占领西里西亚令普鲁士与奥地利和萨克森冲突不断。玛丽亚·特蕾西娅决心收复西里西亚，短短两年后就与普鲁士爆发第二次西里西亚战争，再过十年又发生第三次西里西亚战争。萨克森在两次战争中都站在奥地利一边。

### 普鲁士
普鲁士经过这场战争获得西里西亚和格拉茨伯国大片领土，这里人口稠密、工业发达，能为普鲁士提供大量人力和税收。普鲁士王国出人意料地战胜哈布斯堡君主国，代表普鲁士从巴伐利亚与萨克森等日耳曼竞争对手中脱颖而出，也代表普鲁士开始成长为欧洲大国。
占领西里西亚后，普鲁士与奥地利沦为死敌，拉开奥地利－普鲁士对抗帷幕并主导此后上百年的日耳曼政治走向。萨克森对普鲁士的优势地位眼红，而且面临西里西亚的地缘战略地位威胁，外交政策大幅转为坚决对抗普鲁士。弗里德里希二世单方面退出宁芬堡联盟，后又在第二次西里西亚战争结束时故技重演，令法国王室愤怒不已。此后他又“背叛”法国，在1756年威斯敏斯特会议上与英国结成防守同盟，加速法国在18世纪50年代调整方向，在“外交革命”中与奥地利结盟。

### 奥地利
哈布斯堡君主国签署《布雷斯劳条约》和《柏林条约》丧失全国最富裕的省份，战场上不敌日耳曼诸侯更是严重打击国家声望。哈布斯堡王室又在御选失利，在日耳曼的优势地位面临重大挑战。奥地利军队难以匹敌军纪更严明的普鲁士军队，宁芬堡联盟甚至在1741年下半年令哈布斯堡君主国面临土崩瓦解的巨大威胁。
割地求和后，奥地利腾出手来全面扭转上一年法国和巴伐利亚的优势，1742年初便将西面侵略者赶回多瑙河流域，萨克森在《柏林条约》后撤回波希米亚，接近年底之际与奥地利求和。占领布拉格的法国和巴伐利亚联军孤立无援而且面临围困，最后在12月放弃该城。1743年中期，奥地利已恢复控制波希米亚，并将法国人赶回阿尔萨斯，还占领巴伐利亚，皇帝卡尔七世流亡法兰克福。

## 脚注
1. 1 2 3 4  Fraser 2000，第70–71頁.
2. ↑  Browning 2005，第527頁.
3. ↑  Carlyle 1858e，第282–286頁.
4. ↑  Hirsch 1881，第175頁.
5. ↑  Hirsch 1881，第176頁.
6. ↑  Carlyle 1858c，第339–342頁.
7. ↑  Carlyle 1858d，第357–358頁.
8. 1 2  Carlyle 1858f，第364–367頁.
9. ↑  Anderson 1995，第59頁.
10. 1 2  Fraser 2000，第69頁.
11. 1 2  Clark 2006，第190頁.
12. ↑  Anderson 1995，第61–62頁.
13. ↑  Anderson 1995，第80頁.
14. ↑  Clark 2006，第192–193頁.
15. ↑  Asprey 1986，第24頁.
16. 1 2 3  Clifford 1914，第3100頁.
17. ↑  Fraser 2000，第70頁.
18. ↑  Clark 2006，第191頁.
19. 1 2 3 4 5 6  Black 2002，第102–103頁.
20. ↑  Clark 2006，第194頁.
21. 1 2 3  Clark 2006，第183頁.
22. ↑  Anderson 1995，第69頁.
23. 1 2  Black 1994，第38–52頁.
24. ↑  Black 1994，第67–80頁.
25. ↑  Clark 2006，第209頁.
26. ↑  Creveld 1977，第26–28頁.
27. ↑  Luvaas 2009，第3頁.
28. ↑  Clark 2006，第183, 192頁.
29. ↑  Carlyle 1862，第210–213頁.
30. ↑  Fraser 2000，第84頁.
31. ↑  Carlyle 1862a，第218–219頁.
32. ↑  Asprey 1986，第177頁.
33. ↑  Fraser 2000，第88頁.
34. ↑  Carlyle 1862b，第300–301頁.
35. ↑  Fraser 2000，第87–88頁.
36. ↑  Fraser 2000，第89–93頁.
37. ↑  Carlyle 1862c，第361–363頁.
38. ↑  Carlyle 1862d，第411–412頁.
39. ↑  Clark 2006，第193–194頁.
40. 1 2  Shennan 2005，第43頁.
41. ↑  Asprey 1986，第181頁.
42. ↑  Asprey 1986，第223頁.
43. ↑  Browning 1993，第80頁.
44. ↑  Crankshaw 1970，第75頁.
45. ↑  Crankshaw 1970，第77頁.
46. ↑  Browning 1993，第66頁.
47. ↑  Anderson 1995，第81頁.
48. 1 2  Fraser 2000，第97頁.
49. 1 2 3 4  Holborn 1982，第213頁.
50. ↑  Carlyle 1862e，第483–487頁.
51. ↑  Asprey 1986，第223–224頁.
52. ↑  Fraser 2000，第103頁.
53. ↑  Holborn 1982，第211頁.
54. ↑  Anderson 1995，第90頁.
55. 1 2  Carlyle 1862f，第513–519頁.
56. ↑  Fraser 2000，第105–106頁.
57. ↑  Fraser 2000，第106頁.
58. ↑  Carlyle 1862g，第538–544頁.
59. 1 2  Carlyle 1862h，第547–549頁.
60. 1 2  Hochedlinger 2003，第252頁.
61. ↑  Luvaas 2009，第4頁.
62. ↑  Carlyle 1862i，第560–563頁.
63. ↑  Browning 1993，第103頁.
64. ↑  Carlyle 1862j，第574–575, 578頁.
65. ↑  Fraser 2000，第120頁.
66. 1 2  Carlyle 1862k，第581–586頁.
67. 1 2 3  Fraser 2000，第121頁.
68. ↑  Fraser 2000，第135–136頁.
69. 1 2  Fraser 2000，第134–135頁.
70. 1 2  Holborn 1982，第214–215頁.
71. ↑  Britannica.
72. ↑  Browning 1993，第181頁.
73. ↑  Fraser 2000，第310頁.
74. ↑  Clark 2006，第192頁.
75. ↑  Fraser 2000，第130–131頁.
76. 1 2  Clark 2006，第196頁.
77. ↑  Schweizer 1989，第250頁.
78. ↑  Clark 2006，第216頁.
79. ↑  Fraser 2000，第122, 135, 151頁.
80. ↑  Fraser 2000，第297–301頁.
81. ↑  Fraser 2000，第133頁.
82. ↑  Fraser 2000，第126–127頁.
83. ↑  Fraser 2000，第107–109頁.
84. ↑  Fraser 2000，第139頁.
85. ↑  Clifford 1914，第3103頁.